# Sylviane Félix
Sylviane Félix (Créteil, 31 de outubro de 1977) é uma ex-velocista francesa. Foi campeã mundial do revezamento 4x100 m no Campeonato Mundial de Atletismo de 2003, em  Paris, França, junto com  Patricia Girard, Muriel Hurtis-Houairi e Christine Arron  e conquistou  uma medalha de bronze nos Jogos de Atenas 2004 também no 4x100 m.
Foi campeã mundial júnior dos 200 m rasos no Campeonato Mundial Júnior de Atletismo de 1996, em Sydney, Austrália.